# Rojewice
Rojewice – wieś w Polsce, położona w województwie kujawsko-pomorskim, w powiecie inowrocławskim, w gminie Rojewo.

## Podział administracyjny
W latach 1975–1998 miejscowość administracyjnie należała do województwa bydgoskiego.

## Demografia
Według Narodowego Spisu Powszechnego (III 2011 r.) wieś liczyła 151 mieszkańców. Jest czternastą co do wielkości miejscowością gminy Rojewo.

## Zabytki
- neoromański kościół poewangelicki, obecnie rzymskokatolicki pw. Najświętszego Serca Pana Jezusa[4]
- dawny cmentarz ewangelicki, założony w XIX w., z najstarszym zachowanym nagrobkiem z 1873 r.[5]